# In Your Eyes (Kylie Minogue)
In Your Eyes è un singolo della cantante australiana Kylie Minogue, pubblicato il 21 gennaio 2002 come secondo estratto dall'ottavo album in studio Fever.

## Descrizione
Il brano è stato scritto dalla cantante stessa insieme a Richard Stannard, Julian Gallagher e Ash Howes. È stato pubblicato accompagnato da ben quattro B-Side: Good Like That, Tightrope e per il solo mercato australiano Harmony e Never Spoken.

## Video musicale
Il video musicale relativo al brano è stato diretto da Dawn Shadforth, lo stesso del video musicale di Can't Get You Out of My Head. Esso infatti conserva l'ambientazione futuristica vista nel precedente video.
Il video vede la Minogue in uno studio illuminato da numerosi neon colorati. È diviso in due sequenze; nella prima la cantante ed un gruppo di ballerini seguono la propria coreografia davanti ad uno sfondo coloratissimo, nella seconda c'è soltanto Kylie Minogue che danza in mezzo a delle luci. Per tutta la durata del video, le due sequenze sono frammezzate fra loro. Minogue ed il suo direttore artistico William Baker avevano mostrato molto interesse nell'interpretazione "urban" dei movimenti robotici nelle coreografie, e li avevano inseriti nel video. Anche i costumi utilizzati rispecchiano questo interessamento.

## Successo commerciale
L'uscita del singolo è stata posticipata di un mese, per l'ancora alta popolarità del singolo precedente Can't Get You Out of My Head. In Australia debutta in vetta, ottenendo il disco d'oro per aver venduto 35 000 copie.
In Europa va immediatamente alla numero uno dei singoli più venduti e debutta nella Top10 di vari paesi. In Inghilterra debutta alla terza posizione e in vetta alla classifica dell'airplay. Le sue vendite superano abbondantemente le 200 000 copie, ottenendo il disco d'argento. In Italia il singolo debutta alla numero 12 salendo successivamente fino alla 7, restando in Top15 per più di due mesi. Ha venduto più di 4 milioni in tutto il mondo, arrivando nella Top20 dei singoli più venduti nel 2002. È al 34º posto dei singoli più venduti nel 2002 in Italia.

## Esibizioni dal vivo
Kylie ha eseguito dal vivo la canzone nel Fever Tour, nello Showgirl Tour e al X2008.

## Classifiche

### Classifiche settimanali
| Classifica (2002) | Posizione massima |
| ----------------- | ----------------- |
| Australia         | 1                 |
| Austria           | 2                 |
| Belgio (Fiandre)  | 18                |
| Belgio (Vallonia) | 11                |
| Canada            | 11                |
| Danimarca         | 10                |
| Finlandia         | 7                 |
| Francia           | 24                |
| Germania          | 18                |
| Grecia            | 3                 |
| Irlanda           | 6                 |
| Italia            | 7                 |
| Nuova Zelanda     | 18                |
| Paesi Bassi       | 15                |
| Polonia           | 5                 |
| Regno Unito       | 3                 |
| Repubblica Ceca   | 2                 |
| Romania           | 1                 |
| Russia            | 2                 |
| Spagna            | 7                 |
| Svezia            | 20                |
| Svizzera          | 8                 |
| Ungheria          | 4                 |

### Classifiche di fine anno
| Classifica (2024) | Posizione |
| ----------------- | --------- |
| Kazakistan        | 61        |

## Tracce
International CD single #1
1. "In Your Eyes" – 3:28
2. "Tightrope" (Single version) – 4:29
3. "Good Like That" – 3:35

International CD single #2
1. "In Your Eyes" – 3:28
2. "In Your Eyes" (Tha S Man's Release mix) – 7:34
3. "In Your Eyes" (Jean Jacques Smoothie mix) – 6:23

Australian CD single #1
1. "In Your Eyes" – 3:28
2. "Never Spoken" – 3:18
3. "Harmony" – 4:15
4. "In Your Eyes" (Tha S Man's Release mix) – 7:34

Australian CD single #2
1. "In Your Eyes" – 3:28
2. "In Your Eyes" (Mr Bishi mix) – 7:25
3. "In Your Eyes" (Jean Jacques Smoothie mix) – 6:23
4. "In Your Eyes" (Saeed & Palesh (Main) mix) – 8:40

Vinyl single
1. "In Your Eyes" (Saeed & Palesh (Main) mix) – 8:40
2. "In Your Eyes" (Powder's Spaced dub) – 7:25
3. "In Your Eyes" (Roger Sanchez Release the Dub mix) – 7:18

DVD single
1. "In Your Eyes" music video
2. "Can't Get You out of My Head" music video
3. "In Your Eyes" (Roger Sanchez Release the Dub mix) – 7:18
4. "Can't Get You out of My Head" (Nick Faber remix) – 5:59

## Remix
1. "In Your Eyes" (Extended version) – 5:55
2. "In Your Eyes" (Extended Instrumental) – 5:55
3. "In Your Eyes" (Knuckleheadz dub) – 6:47
4. "In Your Eyes" (Tha S Man's Release mix) – 7:34
5. "In Your Eyes" (Tha S Man's Release Radio edit) – 4:52
6. "In Your Eyes" (Jean Jacques Smoothie dub) – 6:23
7. "In Your Eyes" (Saeed & Palesh Nightmare dub) – 8:33
8. "In Your Eyes" (Powders 12" dub) – 7:05
9. "In Your Eyes" (Powders Spaced dub) – 7:25
10. "In Your Eyes" (RLS Re-Edit mix/Special French remix) – 6:03